# Caroline Otero
Pour les articles homonymes, voir Otero.
Agustina Carolina del Carmen Otero Iglesias, alias Caroline Otero, dite La Belle Otero, née à Ponte Valga en Galice (Espagne) le 19 décembre 1868 et morte à Nice (Alpes-Maritimes) le 10 avril 1965, est une chanteuse et danseuse de cabaret et grande courtisane de la Belle Époque.

## Biographie

### Jeunesse
Agustina del Carmen Otero Iglesias est née le 19 décembre 1868, de Carmen Otero Iglesias (1846-1903) et d'un père inconnu, dans une famille misérable de Ponte Valga, un petit village de Galice (et non en Andalousie comme elle le raconte dans ses Mémoires), dans la province de Pontevedra.
Carmen Otero Iglesias est la fille cadette d'Isidoro Otero, ancien gendarme municipal devenu tavernier, et de Dolores Iglesias. Chanteuse et danseuse de rue, Carmen, dite la bonne aventure, toujours selon les Mémoires de sa fille qu'il faut lire avec précaution, se marie en 1863 à un officier grec nommé Carasson. La famille nombreuse (Agustina a quatre frères, Gumersindo, Valentín, Adolfo, Francisco et une sœur jumelle, Francisca, issus de pères différents) vit difficilement, Carasson, joueur invétéré, accumulant les dettes jusqu'à ce qu'il soit tué en duel ; Agustina se rend compte que sa mère se prostitue pour pouvoir subvenir aux besoins de la famille. Carmen épouse un amant français en 1874 et Agustina se sent vite détestée par ce beau-père.
Lors d'une fête villageoise, le 6 juillet 1879, Agustina Otero est brutalement violée par un savetier du nom de Venancio Romero, ce qui la rend stérile,. Dès lors, elle voue une haine à la gent masculine, comme elle le raconte dans ses Mémoires.
À treize ans, elle rencontre son premier amant, un jeune chanteur de trois ans son aîné, Paco, qui lui apprend à danser le flamenco, à chanter et jouer la comédie dans des cafés chantants mais la force aussi à se prostituer. Quand elle tombe malade, le médecin dénonce la situation de la jeune mineure ; elle est ramenée chez elle, mais sa mère la rejette. Elle rejoint Paco à Lisbonne. En 1882, elle s'installe à Barcelone, où elle rencontre son deuxième amant, Francisco Coll y León, croupier et lui aussi souteneur. Dans ses Mémoires, elle mêlera ses deux premiers amants en une seule et même aventure. Francisco la fait se produire dans des maisons de jeux et des établissements mal famés sous son nouveau nom de scène Caroline. Chantant et dansant avec une grande sensualité, elle acquiert une petite notoriété qui lui permet d'exercer ses charmes dans de petits cabarets.

### Entrée mondaine

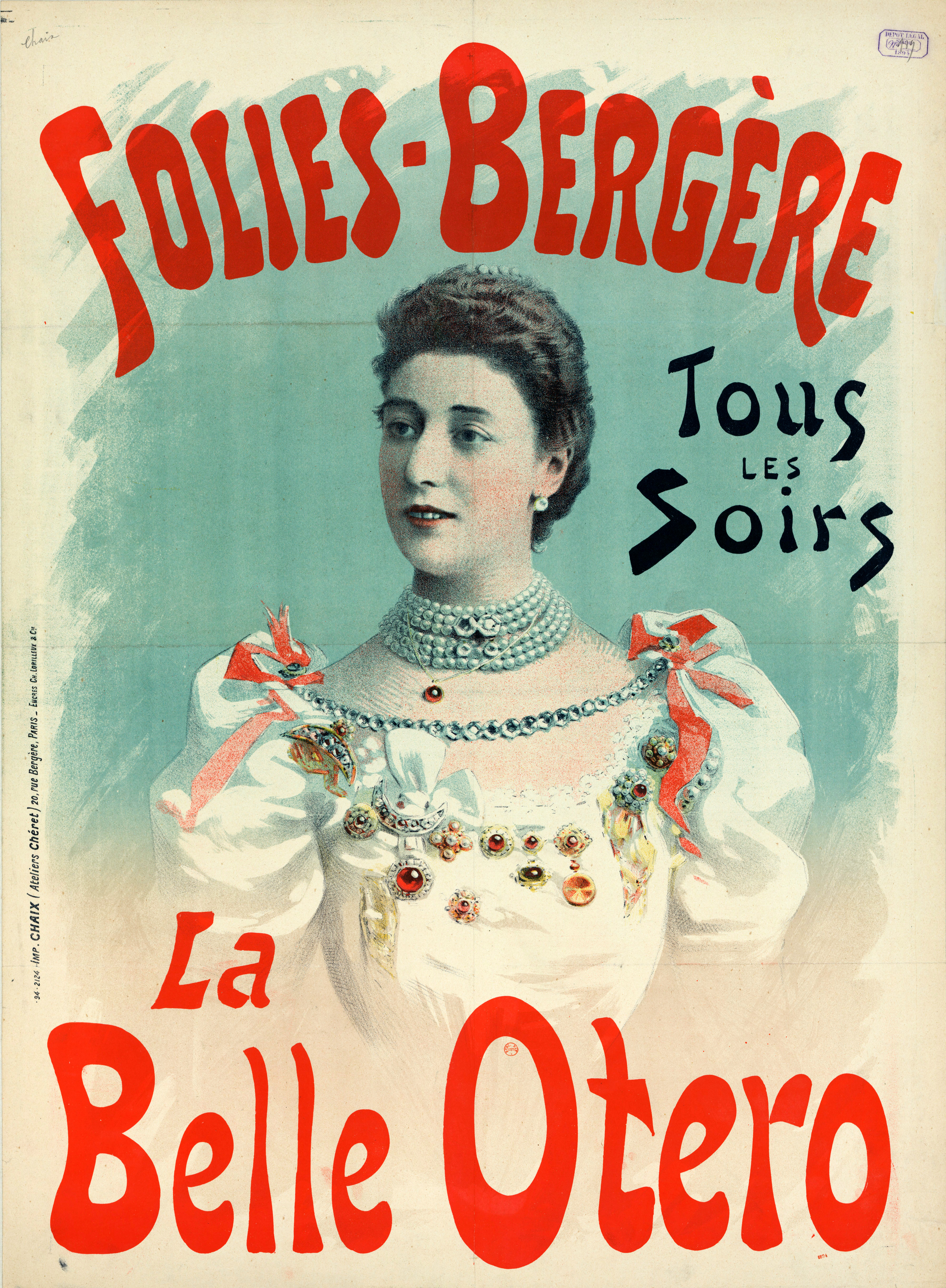
Aux Folies Bergère en 1894.

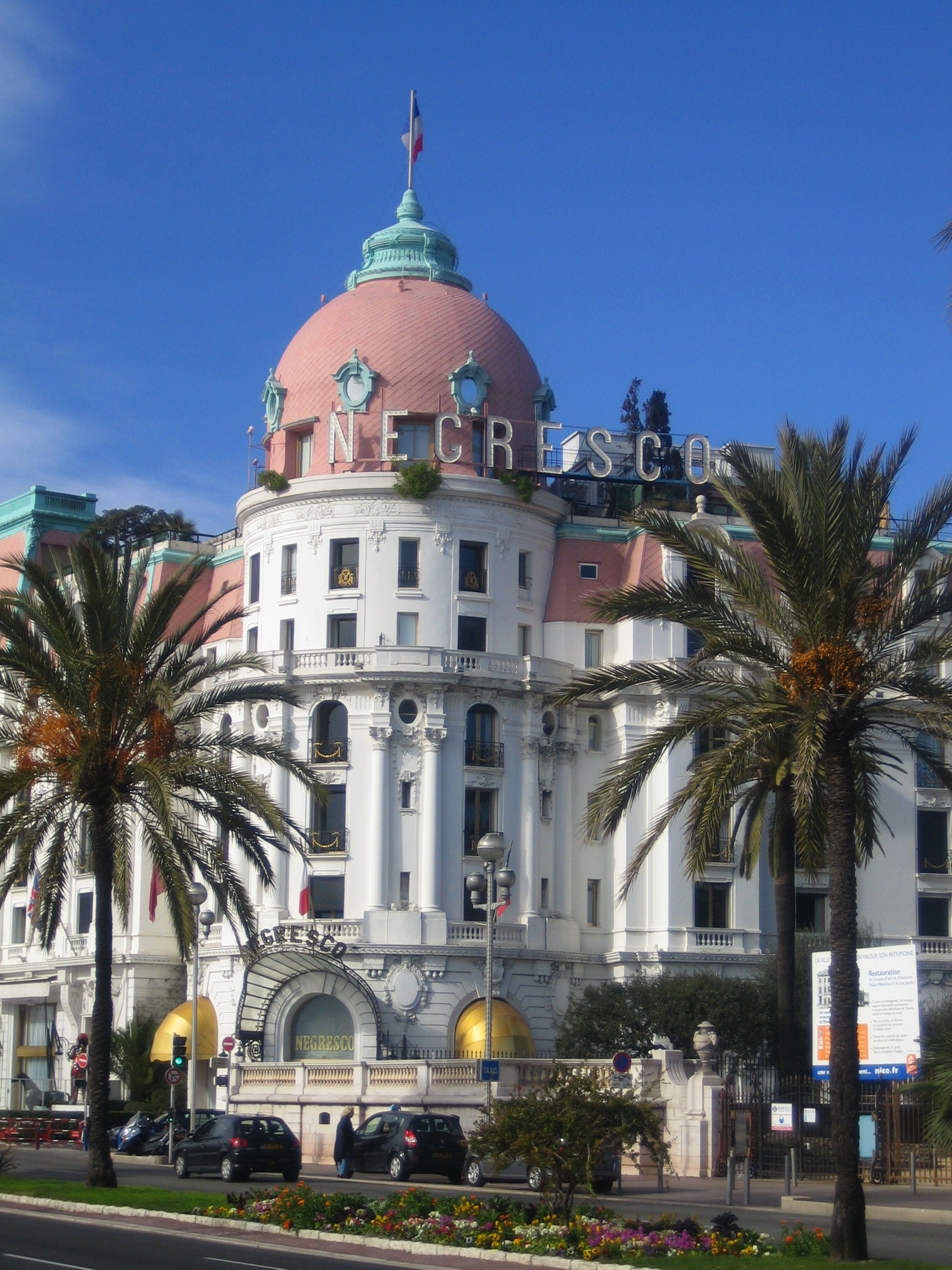
La coupole de l'hôtel Negresco.

Sa rencontre avec le banquier Furtia est décisive. Il achète sa liberté, lui apprend les belles manières et lui décroche des contrats dans de grands cabarets. Il l'emmène à Marseille puis à Monte-Carlo. En 1889, elle monte à Paris qui est en pleine Exposition universelle et rencontre l'imprésario Joseph Oller, propriétaire du Moulin-Rouge, qui fait décoller sa carrière de danseuse exotique. Elle se produit au Grand Véfour et au Cirque d'été où elle débute le 18 mai 1890.
En 1890, Ernest Jurgens, coadministrateur de l'Eden Musée de New York, est en visite en France pour dénicher de nouveaux talents. Elle séduit cet imprésario américain qui lui offre une tournée triomphale aux États-Unis. Revenue à Paris en 1892, elle se fait une spécialité des rôles de belle étrangère aux Folies Bergère et au théâtre des Mathurins sous le nom de « Belle Otero » trouvé par Joseph Oller. Elle porte des tenues de scènes somptueuses, où des joyaux authentiques mettent en valeur ses seins, dont la renommée est telle que l'on murmure que les coupoles de l'hôtel Carlton à Cannes (selon d'autres sources[Lesquelles ?], il s'agirait aussi de la coupole de l'hôtel Negresco de Nice) auraient été inspirées de leur moulage. 
Elle fait plusieurs tournées en Europe, en Amérique et en Russie.

### Période de gloire

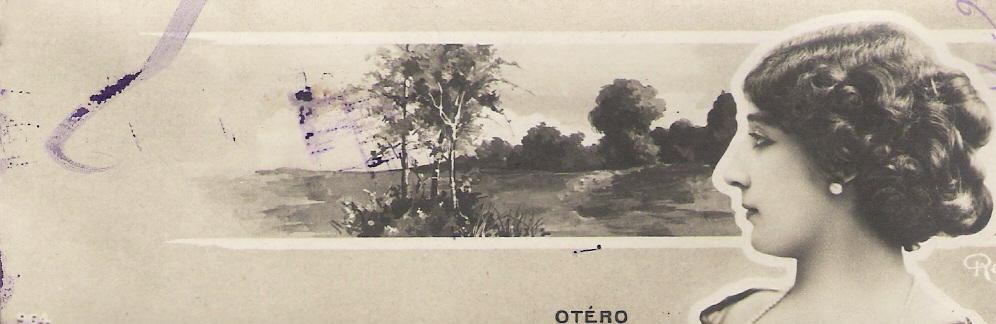
Carte postale à l'effigie de La Belle Otero.

En août 1898, Otero devient « la première star de l'histoire du cinéma » lorsque l'opérateur Félix Mesguich filme un numéro de danse au moyen d'un cinématographe Lumière à Saint-Pétersbourg. La projection qui a lieu le lendemain au music-hall Aquarium suscite des réactions si violentes que Mesguich est expulsé de Russie.
Elle devient l'amie de Colette, et l'une des courtisanes les plus en vue de la Belle Époque, avec la Carmencita, Espagnole comme elle, Liane de Pougy et Émilienne d'Alençon. Elle entretient avec Liane de Pougy une rivalité tapageuse : « On se rappelle l'idée qu'elle eut, écrit André de Fouquières, pour éclipser une rivale, d'apparaître un soir au théâtre dans un boléro constellé de diamants. Mais la femme qu'elle jalousait était Liane de Pougy. Avertie de l'exhibition qui se préparait, elle arriva, les bras, le cou, les épaules et les mains absolument nus. Quand elle fut dans sa loge, qui faisait face à celle de Caroline Otero, on put voir qu'elle était suivie de sa femme de chambre portant tous ses bijoux ».
Elle séduit des rois — Édouard VII du Royaume-Uni, Léopold II de Belgique —, des aristocrates russes et britanniques — le duc de Westminster, le grand-duc Nicolas de Russie —, des financiers, des écrivains tels que Gabriele D'Annunzio et des ministres tel qu'Aristide Briand, qui reste son amant pendant dix ans. Elle fait tourner bien des têtes et serait à l'origine de plusieurs duels et de six suicides, d'où son surnom de la « sirène des suicides ».

### Retraite
Pendant la Première Guerre mondiale, elle se produit pour soutenir le moral des soldats français. En 1915, encore belle et au sommet de sa gloire, cependant consciente aussi que sa silhouette est moins fine et que son nouveau répertoire au théâtre — pièces plus classiques — ne servira plus autant son image, elle prend sa retraite et s'installe à Nice. Elle y achète une maison, Villa Caroline, de quinze millions de dollars courants, mais termine dans un petit hôtel près de la gare où elle peine à payer sa logeuse, car sa fortune de vingt-cinq millions de dollars courants a été dilapidée notamment dans les casinos.
Apprenant ses difficultés financières, le directeur du casino de Monte-Carlo (société des bains de mer de Monaco) décide par la suite de payer son loyer et de lui verser une pension jusqu'à sa mort. Cette rente, modeste, lui permettait quand même d'acheter ses repas chez le traiteur voisin, et de les réchauffer sur un réchaud dans sa chambre. Volontiers mégalomane, elle refusa un autographe à un voisin, sous prétexte que « ça valait des millions » (sic). Le Canard enchaîné relate, vers 1960, qu'elle fit verbaliser deux jeunes baigneuses pour être sorties de la plage en maillot de bain. 
Elle meurt cinq ans plus tard d'une crise cardiaque à l'âge de 96 ans, oubliée et pauvre dans sa petite chambre d'hôtel de Nice (meublé Novelty). D'abord enterrée au cimetière de Caucade, elle a été transférée ensuite au cimetière de l'Est à Nice.

## Résidences
- À Paris, elle résida à l'angle de l'avenue Pierre-Ier-de-Serbie et de la rue Georges-Bizet (16e arrondissement), puis dans un hôtel particulier au 27 rue Fortuny (17e arrondissement).
- De 1903 à 1911, elle eut une maison à Andrésy (Yvelines) au 70 Grande-Rue (actuellement rue du Général-Leclerc).
- Après 1915, elle habita à Nice, 26 rue d'Angleterre, dans un hôtel meublé, où elle reçut Félix Bonafé qui rapporte leur entrevue.
- Elle vécut aussi à Matour entre 1939 et 1948.

## Notoriété

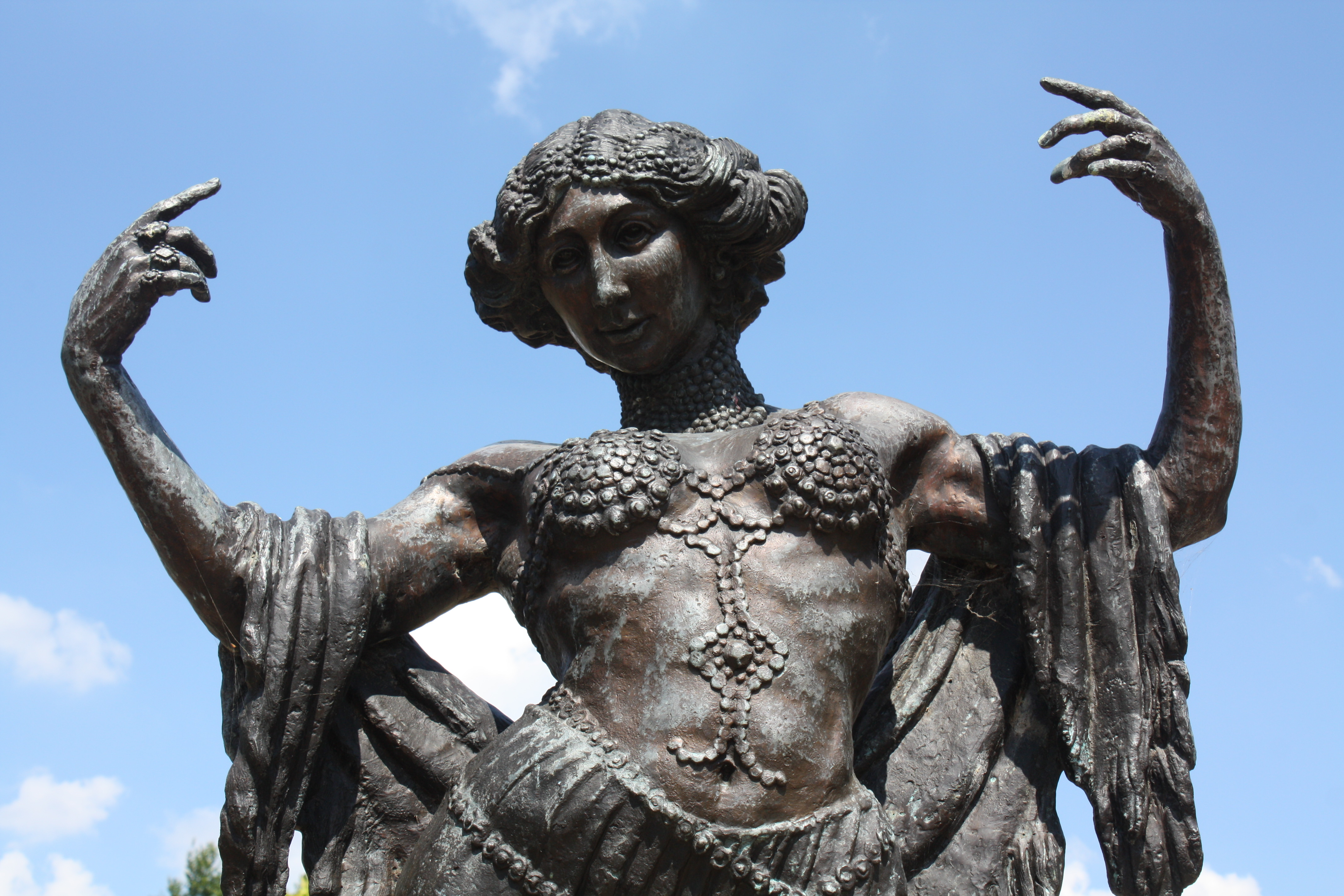
Statue de Caroline Otero érigée dans sa ville natale en 2002.

### Cinéma
Caroline Otero a fait l'objet du film La Belle Otero, réalisé par Richard Pottier en 1954. 

### Documentaire
Caroline Otero fait partie des figures féminines traitées dans le cadre des émissions Secrets d'histoire, intitulée Les reines de Paris, et Sous les jupons de l'Histoire (le 8 octobre 2016).